# Vânturel de seară
Vânturelul de seară (Falco vespertinus) este o pasăre răpitoare care poate trăi în colonii a câte 20 indivizi. Este mai mare decât vânturelul roșu (Falco tinnunculus). Hrana vânturelului de seară este formată preponderent din insecte mari (lăcuste, coropișnițe, cosași) și rozătoare mici, dar și din broaște, șopârle, păsări cântătoare. Masculii sunt agresivi, cel mai mult în perioada de împerechere. Este o specie monogamă. Nu-și construiește cuib, ci ocupă cuiburi vechi ale păsărilor din familia Corvidae și ale altor păsări răpitoare. Este o specie periclitată. Preferă să vâneze în zbor.